# Simon Stadler
Simon Stadler (20 de julio de 1983) es un extenista profesional alemán. Su ranking individual más alto fue el nº 140 alcanzado el 23 de febrero de 2009, mientras que en doble fue el nº 52 logrado el 7 de febrero de 2014.

## Carrera
Stadler juega al tenis desde 1990. En 2006 llegó al cuadro principal del torneo de Wimbledon, donde cayó derrotado por el español David Ferrer. En el año 2007 Stadler disputó el Torneo de Halle derrotando a su compatriota Mischa Zverev por 6-4 y 7-6 y alcanzó la segunda ronda. Allí, perdió ante el ruso Mijaíl Yuzhny 4-6´6-1 y 3-6. En el mismo año Stadler también alcanzó las semifinales del torneo Challenger en Lanzarote y los cuartos de final del torneo Challenger de Kioto y Cardiff. 
En el año 2008 Stadler nuevamente clasifica al cuadro principal de Wimbledon, sorprendiendo en primera ronda al cabeza de serie número 18, el croata Ivo Karlović y derrotándolo por 4-6, 7-6(4), 6-3, 7-5 . 

### 2013
Su éxito más grande de su carrera llegó en julio de 2013 en Bastad , cuando él y el estadounidense Nicholas Monroe, ganaron la competición de dobles del torneo de Båstad de la categoría ATP World Tour 250 ganándole en la final a la dupla argentino-española formada por Carlos Berlocq y Albert Ramos. También junto a Monroe, con el que había ganado cuatro torneos Challenger, disputaron en febrero la final del torneo de Buenos Aires perdiendo frente a la pareja italiana constituida por Fabio Fognini y Simone Bolelli. 
En el mes de agosto, y nuevamente junto a Nicholas Monroe gana un nuevo título challenger, el Challenger de San Marino 2013, derrotando en la final a Daniele Bracciali y Florin Mergea por 6-4, 6-2.

## Títulos

### Dobles
| Leyenda                   |
| ATP World Tour 250 (1)    |
| ATP Challenger Series (4) |

| N.º | Fecha      | Torneo                                  | Superficie    | Pareja          | Rivales                         | Resultado        |
| --- | ---------- | --------------------------------------- | ------------- | --------------- | ------------------------------- | ---------------- |
| 1.  | 08.04.2012 | Challenger de San Luis Potosí México    | Tierra batida | Nicholas Monroe | Andre Begemann Jordan Kerr      | 3-6, 7-5, [10-7] |
| 2.  | 01.07.2012 | Challenger de Milán Italia              | Tierra batida | Nicholas Monroe | Andréi Golúbev Yuri Shchukin    | 6-4, 3-6, [11-9] |
| 3.  | 04.11.2012 | Challenger de Medellín Colombia         | Tierra batida | Nicholas Monroe | Renzo Olivo Marco Trungelliti   | 6-4, 6-4         |
| 4.  | 07.06.2013 | Challenger de Prostejov República Checa | Tierra batida | Nicholas Monroe | Mateusz Kowalczyk Lukáš Rosol   | 6-4, 6-4         |
| 5.  | 14.07.2013 | Torneo de Bastad                        | Tierra batida | Nicholas Monroe | Carlos Berlocq Albert Ramos     | 6–2, 3–6, [10–3] |
| 6.  | 12.08.2013 | Challenger de San Marino                | Tierra batida | Nicholas Monroe | Daniele Bracciali Florin Mergea | 6–4, 6–2         |

## Finales ATP disputadas

### Dobles
| N.º        | Fecha        | Torneo              | Superficie | Pareja          | Rivales                      | Resultado        |
| ---------- | ------------ | ------------------- | ---------- | --------------- | ---------------------------- | ---------------- |
| Finalistas | Febrero 2013 | ATP de Buenos Aires | Arcilla    | Nicholas Monroe | Simone Bolelli Fabio Fognini | 3–6, 2–6         |
| Ganadores  | Julio 2013   | Torneo de Båstad    | Arcilla    | Nicholas Monroe | Carlos Berlocq Albert Ramos  | 6–2, 3–6, [10–3] |
| Finalistas | Julio 2013   | Torneo de Umag      | Arcilla    | Nicholas Monroe | Martin Kližan David Marrero  | 1–6, 7–5, [7–10] |